# Emirat von Córdoba

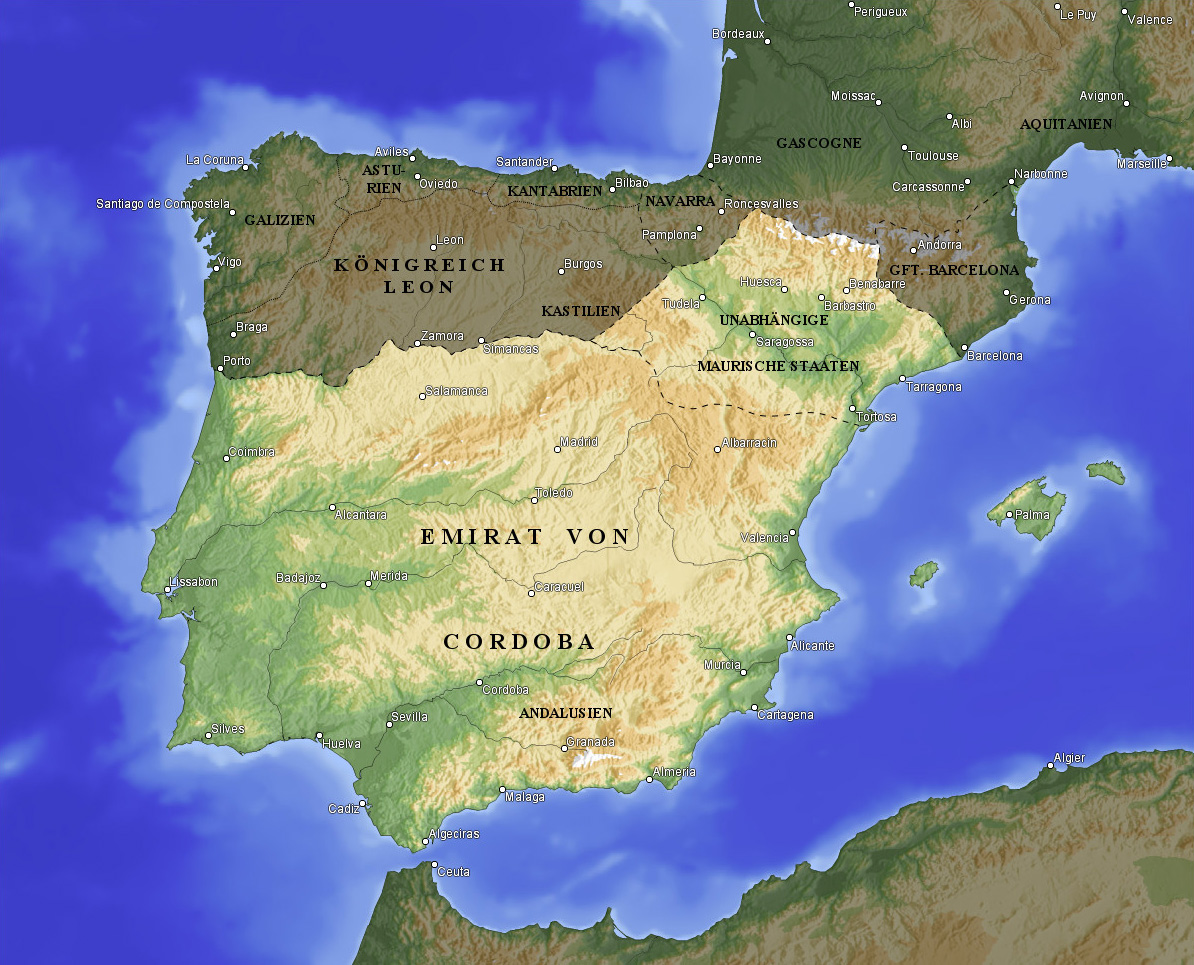
Al-Andalus – das von Muslimen eroberte Gebiet der Iberischen Halbinsel (um 880)

Als Emirat von Córdoba (spanisch Emirato de Córdoba, arabisch إمارة قرطبة = Imārat Qurṭuba) wird das im Jahr 756 von Abd ar-Rahman I. begründete umayyadische Exilreich auf der Iberischen Halbinsel bezeichnet. Unter Abd ar-Rahman III. entstand daraus im Jahr 929 das Kalifat von Córdoba.

## Herrscher der Umayyaden
Seit der Eroberung des Westgotenreichs durch die Muslime unter Tāriq ibn Ziyād und Mūsā ibn Nusair in den Jahren 711–714 kam das muslimische Al-Andalus kaum zur Ruhe. Immer wieder flammten Kämpfe zwischen Arabern und Berbern sowie unter den Arabern selbst auf. Grund hierfür waren einerseits die Unzufriedenheit der Berber, die als Krieger die Hauptlast bei der Einnahme Südspaniens getragen hatten, bei der Verteilung von Ämtern und Ländereien aber kaum bedacht wurden, und andererseits Stammesstreitigkeiten zwischen den arabischen Garnisonen aus den verschiedenen Militärdistrikten (Dschund) des Stammreichs. Auch versuchten die Statthalter der umayyadischen Kalifen in Damaskus die Provinz al-Andalus unabhängig von der Zentralmacht zu regieren, was durch die weite Entfernung vom Reichszentrum in Syrien auch begünstigt wurde. Allerdings sollte dann gerade ein Umayyade die Eigenstaatlichkeit des muslimischen Andalusiens begründen:
Im Jahr 749 erlitt der (letzte) umayyadische Kalif des islamischen Großreiches, Merwan II., bei Wadi Zab, einem Nebenfluss des Tigris, eine vernichtende Niederlage. Sein ca. 12.000 Mann starkes Heer wurde von einer Koalition von südarabischen Stämmen und Schiiten unter Oberbefehl von General Abd Allahs ibn Ali aufgerieben. Die Macht im Reich fiel nun den Abbasiden zu, den Nachkommen des Patriarchen Abbas ibn Abd al-Muttalib. Erster Kalif der neuen Dynastie wurde im Jahr 750 Abu l-Abbas as-Saffah, der das Land von Mitgliedern der bisherigen Herrscherfamilie säubern ließ und die Ältesten der Umayyaden zu einem angeblichen Versöhnungsessen nach Abu Futrus in Palästina lud und dort ermorden ließ.
Allein der umayyadische Prinz Abd ar-Rahman ibn Mu'awiya entging dem Anschlag, da er dem Bankett fernblieb. Nach mehrjähriger Flucht durch Gebiete des heutigen Syrien, Jordanien, Ägypten, Libyen, Tunesien und Algerien bis nach Marokko brachte sich Abd ar-Rahman zunächst bei Verwandten in Sicherheit. Der Überlieferung zufolge war er ein Sohn eines hochrangigen Umayyaden-Prinzen und einer in Nordafrika gefangenen Sklavin namens Rah. Beim mütterlichen Stamm der Nafza verbrachte er einige Jahre im Exil, bis er im Jahr 755 mit den Umayyaden loyal gebliebenen Araber- und Berbertruppen in Almuñécar (Andalusien) an Land ging. Mit Unterstützung in Andalusien stationierter arabischer Truppen stürzte er im Mai 756 den regierenden abbasidischen Statthalter in Córdoba, Yusuf al-Fihri. Im gesamten arabischen Raum ist der erste Emir von Córdoba als Abd ar-Rahman ad-Dakhil bekannt, als der „neu Angekommene“ oder „Ankömmling“.

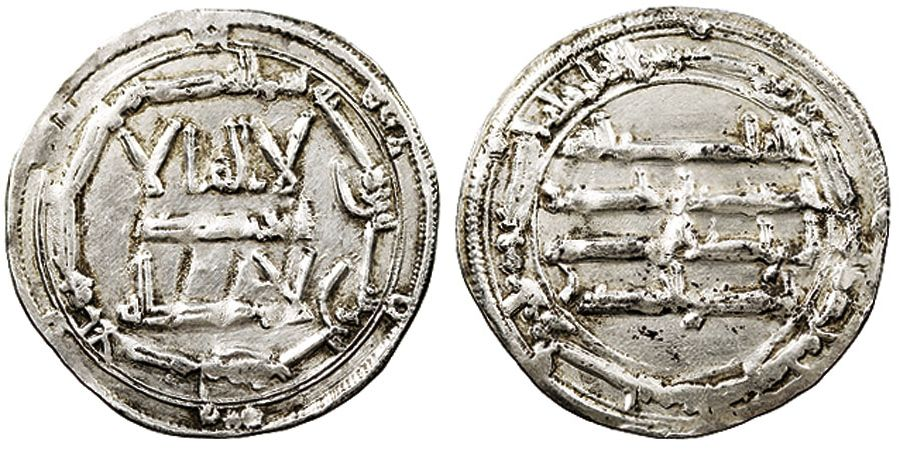
Dirham Abd ar-Rahmans I. (um 780)

Mit seiner Erhebung zum Emir (756) begann die politische Organisation eines neu errichteten Umayyadenstaates auf der Iberischen Halbinsel. So gründete er die Marken Saragossa, Toledo und Mérida, um die Grenze gegen die christlichen Reiche in Nordspanien zu sichern. Im September 786 begann Abd ar-Rahman I. den Bau der Freitagsmoschee (Große Moschee) in Córdoba mit dem Abriss einer christlichen Kirche, die ihrerseits wahrscheinlich auf den Fundamenten eines römischen Tempels stand. Der Bau wurde von seinen Nachfolgern mehrmals erweitert. 
Für die christlichen Staaten Europas rückte das islamische Reich auf der Iberischen Halbinsel im Zusammenhang mit der Niederlage Karls des Großen im Jahr 778 in den Mittelpunkt des Interesses. Wie es scheint, war der Emir nicht direkt in diese Auseinandersetzung verwickelt. Die rebellischen Statthalter von Barcelona und Girona hatten den König der Franken in Paderborn aufgesucht und zu einem Feldzug gegen Abd ar-Rahman aufgefordert. Dann aber übergaben sie nicht, wie verabredet, kampflos die Stadt Saragossa. Auf seinem Rückzug wurde Karl der Große von aufrührerischen Vaskonen (Basken) bedrängt. Er konnte mit kleinem Geleit und knapper Not die Pyrenäen überqueren und sich in Sicherheit bringen. Das Hauptkontingent des Heers wurde beinahe vollständig vernichtet. Die Nachhut unter Hruotland wurde beim Pass von Roncesvalles in einen Hinterhalt gelockt und aufgerieben. Das Ereignis ging in das altfranzösische Chanson de Roland („Rolandslied“) ein. Eine Quelle berichtet, Abd ar-Rahman sei Karl entgegengezogen, doch scheint er den Franken nicht mehr auf dem Boden des Emirats angetroffen zu haben. 

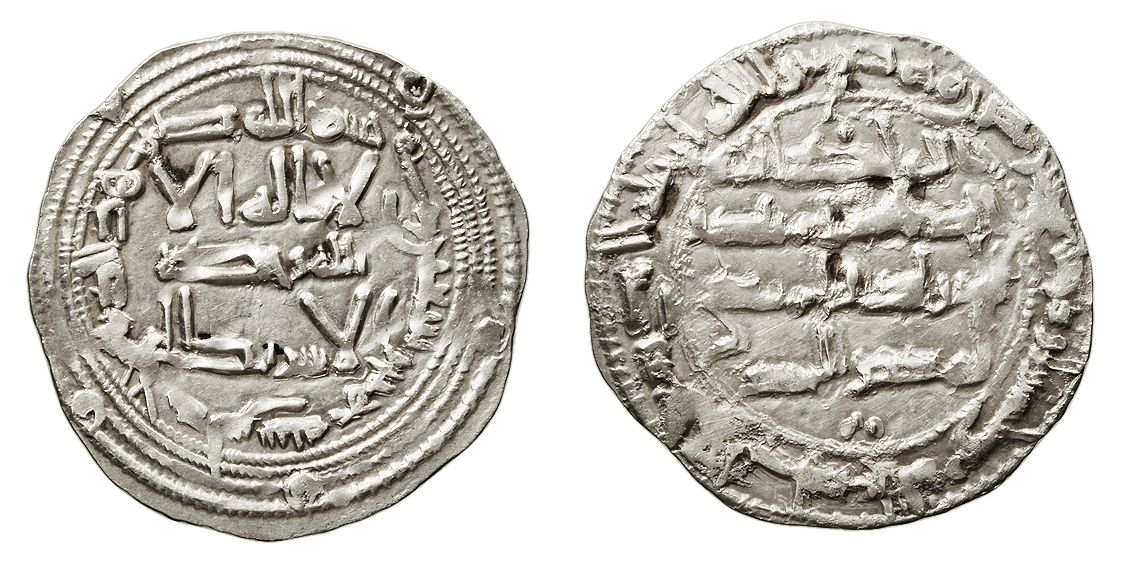
Dirham Hishams I. (um 790)

Nach Abd ar-Rahmans Tod am 30. September 788 übernahm am 7. Oktober 788 sein Sohn, Hischam I., die Regentschaft über das Emirat von Córdoba. Unter seinem Nachfolger al-Hakam I. (796–822) konnte der Aufbau des Emirats fortgesetzt werden. Wieder kam es zu Zusammenstößen mit den Franken Karls des Großen, die 801 Barcelona eroberten und 806 die Spanische Mark gründeten. Es folgten mehrere Waffenstillstände (so 810 und 812), die stets gebrochen wurden. Dabei scheinen die Franken sich offensiv, die Umayyaden vor allem defensiv verhalten zu haben. Im Jahr 812 wurde Admiral Yahya ibn Hakam, offenbar ein Enkel Abd ar-Rahmans I., als Gesandter an den fränkischen Königshof in Aachen geschickt, doch hielt der Frieden, den er aushandelte, kaum über Karls Tod im Jahr 814 hinaus. Schon 815 brachen neue Feindseligkeiten aus.
Im Jahr 818 musste ein Aufstand in Córdoba niedergeschlagen werden. Tausende Aufständische flohen nach Marokko zu den Idrisiden und siedelten sich in Fès an. Im 9. Jahrhundert wurden die Küsten des Emirats von Wikingern bedroht, doch konnten diese nach dem Aufbau einer Flotte abgewehrt werden. Zugleich kam es durch die aktiv geförderte Zuwanderung von Syrern zu einer verstärkten Arabisierung der Bewohnerschaft des Emirats. Dies führte umgekehrt zur Abwanderung von Christen nach Nordspanien.
Mitte des 9. Jahrhunderts geriet das Emirat unter Muhammad I. (856–886) in eine Krise, als die Grafschaften Mérida, Toledo und Saragossa von den Umayyaden abfielen und im Süden der Aufstand des Umar ibn Hafsun von Bobastro ausbrach (880–917). Unter Abdallah von Córdoba (888–912) beherrschten die Umayyaden zeitweise nur noch Córdoba und sein Umland. Der Untergang des Reiches konnte nur durch ein Bündnis mit dem Königreich Kastilien verhindert werden. Auch wenn bereits unter Abdallah die Rückeroberung von al-Andalus begann, konnte erst sein Nachfolger, Abd ar-Rahman III. (912–961), das Emirat endgültig befrieden und einen. 929 ließ er sich zum Kalifen ausrufen und gründete damit das Kalifat von Córdoba.

## Kulturelle und zivilisatorische Bedeutung
Das Emirat von Córdoba wurde zur ersten Hochkultur im mittelalterlichen Europa außerhalb von Byzanz. Einen erheblichen Anteil daran hatte das Zusammenleben verschiedener Völker und Religionen in einem gemeinsamen Staatswesen. Dass dieses Zusammenleben weitgehend friedlich verlief, ist eine zivilisatorische Leistung, die einerseits auf der Zusammensetzung der Bevölkerung und andererseits auf der Toleranz des vorherrschenden andalusischen Islams beruhte. Das Emirat wurde immer noch von Nachfahren der römischen Zuwanderer bewohnt, aber auch von Nachfahren der Keltiberer, der iberischen Urbevölkerung, einem kleinen Kontingent Juden, den Westgoten (visogothi) und deren Nachkommen in recht großer Zahl, den Berber-Söldnern der arabischen Eroberer und den hauptsächlich aus Syrien und dem Jemen stammenden Arabern. Die Letztgenannten hatten die politische Macht inne, stellten aber wahrscheinlich nur 10 Prozent der Gesamtpopulation. Eine gewisse Toleranz war daher für sie angeraten.
Bei den in al-Andalus akzeptierten Glaubensgemeinschaften handelte es sich um die drei abrahamitischen Religionen Judentum, Christentum und Islam, wobei auch verschiedene Untergruppen wie die Schiiten zunächst noch toleriert wurden. Das parallele Vorliegen verschiedener Religionen führte zu einer Vergleichbarkeit und damit letztlich auch zu einer Relativierung der Glaubensinhalte.